# Aphis zonassa
Aphis zonassa är en insektsart som beskrevs av Frank Hall Knowlton 1935. Aphis zonassa ingår i släktet Aphis och familjen långrörsbladlöss. Inga underarter finns listade i Catalogue of Life.